# New Maps of Hell
New Maps of Hell is een studioalbum van de Amerikaanse punkband Bad Religion. De uitgave was eigenlijk gepland voor 2006, maar door vertragingen, en het feit dat zanger Greg Graffin druk bezig was met zijn soloalbum Cold as the Clay, hetzelfde jaar uitgegeven, verscheen het album pas halverwege 2007.
Het is het derde album na de terugkeer van gitarist Brett Gurewitz op het album The Process of Belief in 2002.

## Tracklist
| Nr. | Titel                                                       | Lengte | Componisten                    |
| --- | ----------------------------------------------------------- | ------ | ------------------------------ |
| 01  | "52 Seconds"                                                | 0:58   | Gurewitz                       |
| 02  | "Heroes and Martyrs"                                        | 1:26   | Brett Gurewitz                 |
| 03  | "Germs of Perfection"                                       | 1:32   | Graffin                        |
| 04  | "New Dark Ages"                                             | 2:46   | Brett Gurewitz                 |
| 05  | "Requiem for Dissent"                                       | 2:07   | Greg Graffin                   |
| 06  | "Before You Die"                                            | 2:41   | Graffin                        |
| 07  | "Honest Goodbye"                                            | 2:51   | Brett Gurewitz en Greg Graffin |
| 08  | "Dearly Beloved"                                            | 2:38   | Gurewitz                       |
| 09  | "Grains of Wrath"                                           | 2:59   | Graffin                        |
| 10  | "Murder"                                                    | 1:22   | Gurewitz                       |
| 11  | "Scrutiny"                                                  | 2:37   | Graffin                        |
| 12  | "Prodigal Son"                                              | 3:08   | Gurewitz                       |
| 13  | "The Grand Delusion"                                        | 2:10   | Graffin                        |
| 14  | "Lost Pilgrim"                                              | 2:28   | Graffin                        |
| 15  | "Submission Complete"                                       | 3:28   | Graffin                        |
| 16  | "Fields of Mars"                                            | 3:35   | Gurewitz                       |
| 17  | "Sorrow" (akoestisch) (bonusnummer op de Japanse uitgave)   | 3:17   | Brett Gurewitz                 |
| 18  | "God Song" (akoestisch) (bonusnummer op de Japanse uitgave) | 2:17   | Greg Graffin                   |

## Samenstelling
- Greg Graffin - zang
- Brett Gurewitz - gitaar
- Brian Baker - gitaar
- Greg Hetson - gitaar
- Jay Bentley - basgitaar
- Brooks Wackerman - drums